# 信夫隆司
信夫 隆司（しのぶ たかし、1953年 - ）は、日本の政治学者。日本大学法学部教授。専門は、国際政治学、地球環境問題。

## 人物
山形県山形市出身。1975年日本大学法学部法律学科卒業、1977年同法学研究科修士課程修了、1981年ポートランド州立大学大学院修士課程修了。2010年「若泉敬と日米繊維交渉」で東海大学博士（政治学）。
日本大学法学部助手、武蔵野短期大学国際教養学科助教授、岩手県立大学総合政策学部教授を経て、2005年から現職。
2020年、日本政治法律学会より現代政治学会賞を受賞。

## 著書

### 単著
- 『国際政治理論の系譜―ウォルツ、コヘイン、ウェントを中心として』(SBC学術文庫)（信山社、2004年6月）ISBN 978-4860750640
- 『若泉敬と日米密約-沖縄返還と繊維交渉をめぐる密使外交』（日本評論社、2012年）ISBN 978-4535586178
- 『米軍基地権と日米密約　奄美・小笠原・沖縄返還を通して』岩波書店、2019

### 編著
- 『環境と開発の国際政治』（南窓社、1999年）
- 『地球環境レジームの形成と発展』（国際書院、2000年）
- 『国際関係論』 (Next教科書シリーズ) 佐渡友哲共編. 弘文堂, 2013.

### 訳書
- ダヴ・ローネン『自決とは何か――ナショナリズムからエスニック紛争へ』（刀水書房、1988年）
- ジョージ・モデルスキー『世界システムの動態――世界政治の長期サイクル』（晃洋書房、1991年）
- ガレス・ポーター、ジャネット・W・ブラウン『地球環境政治――地球環境問題の国際政治学』（国際書院、1993年）
- ピーター・H・サンド『地球環境管理の教訓』（国際書院、1994年）